# Matteo Corti

In Mundini Anatomen explicatio, 1550

Matteo Corti (Pavia, 1475 – Pisa, 1564) è stato un medico italiano.

## Biografia
Si laureò in medicina a Pavia nel 1497 diventandovi subito professore. Insegnò a Pisa dal 1515 al 1524 e poi allo Studio di Padova per sette anni. Nel 1530 iniziò le lezioni sull'Anatomia di Mondino de' Liuzzi e nel 1531 diventò medico personale del papa.
Dopo la morte del papa, si spostò a Pavia e dal 1538 a Bologna. Nel 1544 diventò medico personale di Cosimo de' Medici e professore di medicina teorica all'università di Pisa.

## Opere
- (LA) Matteo Corti, In Mundini Anatomen explicatio, Excudebatur Papiae, Francesco Moscheni, Giovanni Battista Negri, 1550. URL consultato il 4 maggio 2015.